# Co-Maçonaria
A Co-Maçonaria é uma forma de Maçonaria que admite tanto homens quanto mulheres. Originou-se na França na década de 1890 com a criação do Le Droit Humain, e atualmente é um movimento internacional representado por diversas administrações co-maçónicas em todo o mundo. A maioria das lojas maçónicas exclusivamente masculinas não reconhece a Co-Maçonaria, considerando-a irregular.